# Ali Qushji

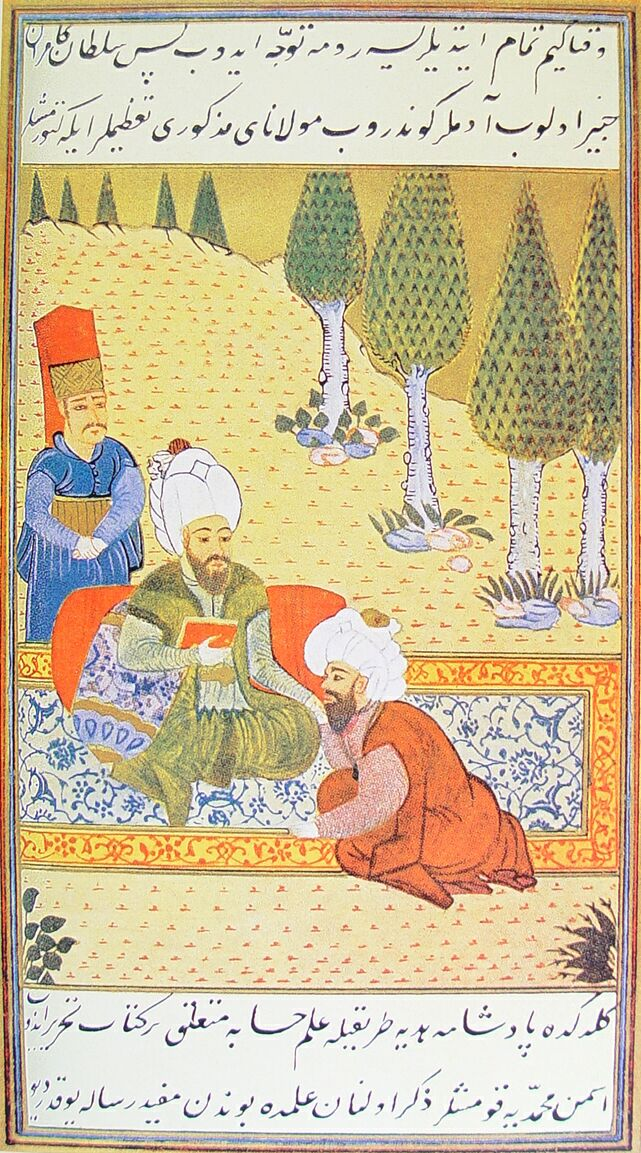
Ali Qushji bij sultan Mehmet II

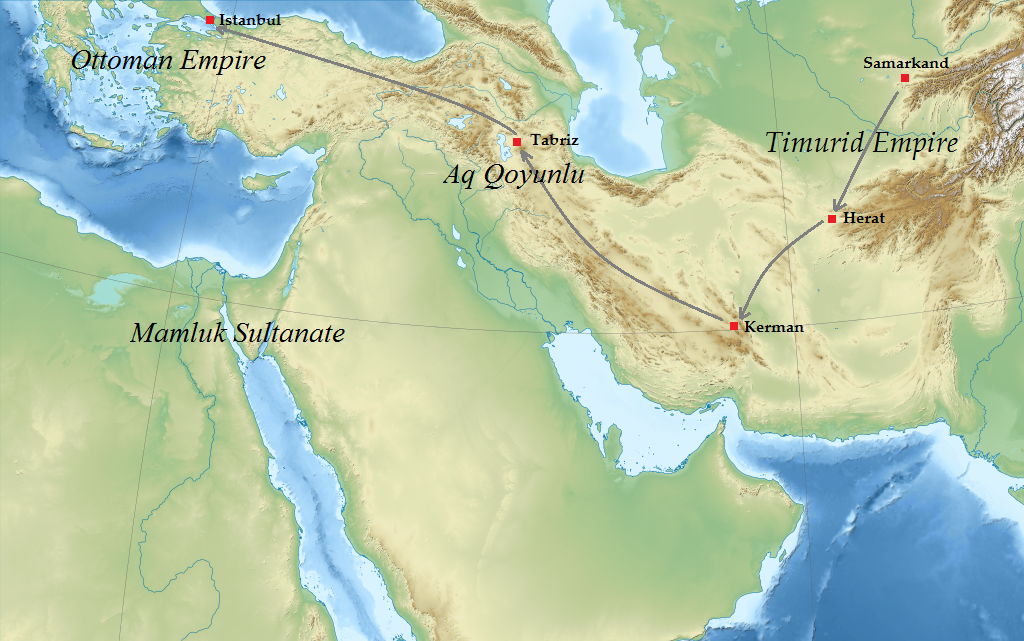
Ali Qushjis' reis

Ali Qushji of Ali Kuşçu, zijn volledige naam was Ala al-Dīn Ali ibn Muhammed al-Qushji (1403 – 16 december 1474) was een theoloog, jurist, astronoom, wiskundige en natuurkundige, een leerling van de Timoeridische sultan Ulug Bey (1447-1449). Hij eindigde zijn leven in Istanboel, waar hij de Sahn-ı Seman Medrese stichtte, een van de meest gerenommeerde madrassas of Koranscholen.

## Levensloop
Zijn vader was een valkenier (kuşçu) aan het hof van Ulug Bey. Geïnteresseerd in astronomie presenteerde hij zijn werk "Verklaringen van de perioden van de maan" aan de sultan en werd hij toegelaten aan Ulugh Beg-observatorium in Samarkand, waar hij meewerkte aan de "Zij-i Sultani" (efemeriden). Na de moord op sultan Ulug Bey in 1449, volgde hij Baboer naar de stad Herat. Na 1467 heerste Oezoen Hasan over Centraal-Azië en zo kwam hij terecht in Tabriz, de hoofdstad van de Ak Koyunlu. Rond 1470 werd hij op een diplomatieke missie gestuurd naar het hof van Ottomaanse sultan Mehmet II, waar hij de rest van zijn leven doorbracht.

## Werken
Zijn bekendste werk is "Over de veronderstelde afhankelijkheid van astronomie van de filosofie". Qushji streefde ernaar dat de astronomie een puur empirische en wiskundige wetenschap werd, los van de natuurfilosofie. Dit stelde hem in staat alternatieven te onderzoeken voor het Aristotelische idee van een stationaire aarde, zodat hij het idee van een bewegende aarde begon te verkennen. Hij vond empirisch bewijs voor de rotatie van de aarde door zijn observatie van kometen. Hij concludeerde, op basis van empirisch bewijs in plaats van speculatieve filosofie, dat de theorie van de bewegende aarde even waarschijnlijk waar is als de theorie van de stationaire aarde.